# Roupala montana
Roupala montana är en tvåhjärtbladig växtart som beskrevs av Jean Baptiste Christophe Fusée Aublet. Roupala montana ingår i släktet Roupala och familjen Proteaceae.

## Underarter
Arten delas in i följande underarter:
- R. m. brasiliensis
- R. m. dentata
- R. m. impressiuscula
- R. m. paraensis